# Herman's Hermits
Herman's Hermits er et britisk popband, dannet i Manchester i 1963. Bandets oprindelige navn var 'Herman & The Hermits', i 1971 kort før Peter Noones solokarriere skiftede bandet navn til Herman's Hermits. selv om Peter Noone startede en solokarriere eksisterer Herman's Hermits stadig - og kommer til Danmark i maj 2025. Deres musikstil lignede Merseybeat, som i begyndelsen af 1960'erne blev gjort populær af blandt andre The Beatles.
I 1964 udgav Herman's Hermits singlen "I'm Into Something Good", som blev deres første hit. Bandet er i dag nok mest kendt for sangen "No Milk Today", som første gang blev udgivet i 1966.
Herman’s Hermits blev dannet ved en sammenlægning af to lokale bands. Keith Hopwood (rytmeguitar og backingvokal), Karl Green (leadguitar og backingvokal), Alan Wrigley (bas), Steve Titterington (trommer) og Peter Noone (forsanger) kom fra gruppen Heartbeats, hvor Hopwood havde erstattet rytmeguitaristen Alan Chadwick. Den næstyngste i det unge band (fire måneder ældre end Karl Green, der oprindeligt var i Balmains), var den 15-årige Noone, som allerede var en erfaren skuespiller fra den populære britiske tv-sæbeopera Coronation Street. Derek "Lek" Leckenby (leadguitar) og Barry Whitwam (trommer), født Jan Barry Whitwam, sluttede sig senere til bandet fra en anden lokal gruppe, The Wailers. Whitwam erstattede Titterington på trommer, Green skiftede til bas (i stedet for Wrigley), og Leckenby overtog rollen som leadguitarist fra Green. Efter Leckenby blev en del af bandet, indgik gruppen en aftale med producer Mickie Most og skrev kontrakt med EMI's Columbia-label i Europa og MGM Records i USA.
Bandets navn stammer fra en pubgæst i Manchester, England, der bemærkede en lighed mellem Noone og figuren Sherman fra tegnefilmene Rocky and Bullwinkle. Sherman blev forkortet til Herman, og navnet blev til Herman and His Hermits, som hurtigt blev forkortet til Herman’s Hermits.

## 1960'erne
Herman's Hermits blev opdaget af Harvey Lisberg (en), der blev deres manager. Lisberg inviterede producer Mickie Most, kendt fra sit arbejde med The Animals, til at overvære en koncert i Bolton. Most blev bandets producer og skabte deres rene og uskyldige image, der skulle appellere bredt.
Bandet fik deres gennembrud i 1964 med en coverversion af Gerry Goffin og Carole Kings I'm into Something Good (en). Singlen toppede de britiske hitlister og nåede 13. pladsen i USA. I 1965 blev de rangeret som årets mest populære singlekunstner i USA af Billboard, foran selv The Beatles. To af deres største amerikanske hits, "Mrs. Brown You've Got a Lovely Daughter (en)" og "I'm Henry VIII, I Am", nåede førstepladsen på Billboard Hot 100, men blev aldrig udgivet som singler i Storbritannien.
Gruppen opnåede succes med en række hits, herunder "Can't You Hear My Heartbeat", "A Must to Avoid", og "Leaning on a Lamp Post". Flere af deres senere udgivelser var samarbejder med kendte sangskrivere som Ray Davies ("Dandy") og Graham Gouldman ("No Milk Today"). Deres albums modtog blandede anmeldelser, hvor Blaze (1967) blev rost af kritikere, men ikke opnåede kommerciel succes.
Herman's Hermits optrådte på populære amerikanske tv-shows som The Ed Sullivan Show og medvirkede i film som When the Boys Meet the Girls (1965) og Mrs. Brown, You've Got a Lovely Daughter (1968). Deres lyd blev ofte skabt i samarbejde med sessionmusikere, selvom bandet spillede på mange af deres egne hits.
Gruppen blev nomineret til tre Grammy-priser i 1966, blandt andet for Mrs. Brown You've Got a Lovely Daughter. I 1968 grundlagde Hopwood og Leckenby musikfirmaet Pluto Music, der fortsat er aktivt.
Herman's Hermits forblev en central del af 1960'ernes musikscene og cementerede deres plads som en af tidens mest succesfulde popgrupper.

## 1970'erne og frem til i dag
Peter Noone forlod Herman's Hermits i 1971 for at forfølge en solokarriere i USA. To år senere, i 1973, nåede hans cover af sangen "(I Think I'm Over) Getting Over You" en 63. plads på Adult Contemporary Chart. Efter hans afgang fortsatte Herman's Hermits med nye forsangere, herunder Pete Cowap. Gruppen indgik en kontrakt med RCA Records i Storbritannien og udgav to singler, indspillet i Strawberry Studios, samt et uudgivet album under navnet Sourmash, produceret af Eric Stewart.
I løbet af midten og slutningen af 1970'erne udgav bandet en række enkeltstående singler med pladeselskaber som Private Stock, Buddah og Roulette, dog uden større kommerciel succes. Noone vendte kortvarigt tilbage som forsanger under en multi-artist turné i USA i 1973–1974, der fejrede den britiske invasion. Efter turnéen fortsatte medlemmerne Barry Whitwam, Derek "Lek" Leckenby og Karl Green med at optræde, hvor Green overtog rollen som forsanger indtil sin pensionering i 1980. Rod Gerrard, tidligere medlem af Wayne Fontana & the Mindbenders og Salford Jets, sluttede sig til bandet i denne periode.
Hopwood forlod gruppen i 1972 og fokuserede senere på at komponere musik til film og tv. Karl Green trak sig tilbage i 1980 for at tilbringe mere tid med sin familie og etablerede senere en VVS- og flisevirksomhed i London. I 1986 optrådte Herman's Hermits som opvarmning for Hep Stars og The Monkees under deres genforeningsturnéer i USA.
Derek Leckenby døde af non-Hodgkin lymfom i 1994, hvilket efterlod Barry Whitwam som det eneste oprindelige medlem af bandet. Whitwam fortsatte med at lede gruppen, som optrådte med nye medlemmer og fejrede deres 60-års jubilæumsturné i 2024. Bandet har optrådt i Danmark så godt som hvert år i den tid hvor det har eksisteret. Herman's Hermits består i dag af Tony Young (keyboards og vokal), John Summerton (guitar og vokal), Jamie Thurston (bas og forsanger) Barry Whitwam (trommer og vokal)
I dag er Herman's Hermits stadig aktive med Whitwam som frontfigur og arbejder på at holde arven fra deres ikoniske 1960'er-popmusik i live.

## Diskografi

### Album
- 1965: Herman's Hermits
- 1966: When the Boys Meet the Girls (filmmusik)
- 1966: Both Sides of Herman's Hermits
- 1967: There's a Kind of Hush All Over the World
- 1967: Blaze (kun udgivet i USA og Canada)
- 1968: Mrs. Brown, You've Got a Lovely Daughter (filmmusik)

### Samlealbum (udvalg)
- 1969: The Best of Herman's Hermits
- 1971: The Most of Herman's Hermits
- 1972: The Most of Herman's Hermits Volume 2
- 1977: Herman's Hermits' Greatest Hits
- 1984: The Very Best of Herman's Hermits

## Film
- 1965: Pop Gear
- 1965: When the Boys Meet the Girls
- 1966: Hold On!
- 1968: Mrs. Brown, You've Got a Lovely Daughter